# Johann Benedikt Carpzov IV.

Johann Benedict Carpzov (1720–1803), Pastell, 1792

Johann Benedikt Carpzov IV. (* 20. Mai 1720 in Leipzig; † 28. April 1803 in Helmstedt) war ein deutscher Theologe und Philologe.

## Leben
Johann Benedikt Carpzov IV. war Mitglied der bekannten sächsischen Gelehrtenfamilie Carpzov. Er wurde 1720 in Leipzig als Sohn des Pastors und außerordentlichen Professors der dortigen Universität Johann Benedict Carpzov III. (1670 oder 1672–1733) geboren, der wiederum ein Sohn des berühmten Theologen Johann Benedict Carpzov II. war. Zunächst besuchte er die humanistische Thomasschule zu Leipzig unter den Rektoren Johann Matthias Gesner und Johann August Ernesti. Dann studierte er Theologie und Philologie an der Universität Leipzig, wo er sich schließlich auch habilitierte. 1747 wurde er außerordentlicher Professor in Leipzig. 1748 erhielt er einen Ruf als ordentlicher Professor für Altgriechisch an der Universität Helmstedt und wurde dort im folgenden Jahr zusätzlich mit der Theologieprofessur betraut. 1759 wurde er Abt in Königslutter am Elm. Carpzov gilt als einer der letzten Vertreter der lutherischen Orthodoxie, deren Lehre er im Auftrag seines Landesherrn, des Herzogs Karl I. von Braunschweig-Wolfenbüttel, in Form eines Liber doctrinalis theologiae purioris (1768) festschrieb.
Von seinem Onkel Johann Gottlob Carpzov erhielt er die in Familienbesitz befindliche griechische Handschrift Minuskel 78.
Am 21. September 1756 heiratete Carpzov die Tochter seines Helmstedter Kollegen Johann Konrad Sigismund Topp, Hedwig Christine Charlotte Topp. Der Ehe entstammten zwei Töchter und ein Sohn: Charlotte Justine (geb. 1757), Wilhelmine Benedicta (1760–1835) und Johann Benedict (geb. 1764). Wilhelmina Benedicta Carpzov heiratete einen Schüler ihres Vaters, den Theologen Heinrich Philipp Konrad Henke.